# 共叔段
共叔段（前754年—？），中国春秋时期郑武公的儿子，姬姓，名段。郑庄公的同母弟，封於京邑（今河南滎陽），故以封邑稱謂京叔段，世稱京城大叔（太叔）。共叔段一度與母親武姜合謀造反，被鄭莊公擊敗，史稱鄭伯克段。《左传》記載其後逃往到共國（今河南輝縣），故記为共叔段。《公羊传》和《穀梁传》称段在鄢城被郑庄公杀死。

## 簡介
段是武公和武姜生的。母亲武姜的長子寤生是難產而生，段是順利分娩而生，武姜因此喜歡段，厭惡寤生。
武公二十七年（前744年），武公病重，武姜想立段為太子，武公不同意。之後，武公薨逝，長子寤生繼位為君，為鄭莊公。
莊公元年（前743年），段被鄭莊公封到大邑京城（今河南省滎陽市），段修繕甲冑兵器，與母武姜同謀，意欲襲擊新鄭。段把西境、北境的边邑改为自己统辖的地方，一直扩展到廪延。
莊公二十二年（前722年），武姜為內應，幫助段襲撃新鄭。鄭莊公迅速突擊，段敗走，京陷落。五月，段逃到鄢（今河南省許昌市鄢陵縣），鄭莊公再將他打敗，段最後逃到共国（河南省輝縣市），從此稱為共叔段。
莊公二十五年（前719年），段聯合衛國州吁，集合衛國、宋國、陳國、蔡国聯合攻撃鄭國，州吁弒衛桓公。《鄭世家》記載是宋公子馮的緣故，《左傳》記載是公孫滑起乱。

## 子孫
- 子

公孫滑
- 孫

公父定叔